# Firuddin Babayev
Firuddin Ali Babayev (en azerí: Firuddin Əli oğlu Babayev) (1 de mayo de 1929 — 22 de junio de 1987) fue un científico agrícola, internacionalmente conocido azerbaiyaní y soviético, primer profesor, y fitopatólogo, con un doctorado de ciencias biológicas. Fue autor de más de 250 artículos científicos, monografías, libros, y demás publicaciones. Ha dictado conferencias y realizado talleres sobre patología vegetal e inmunidad de plantas en muchas partes del mundo. Fue galardonado con un diploma del Presídium del Sóviet Supremo de la ex RSS de Azerbaiyán. Se hizo conocido por su éxito en el control de la marchitez por Verticillium, la enfermedad más peligrosa del algodón, ya que puede afectar a más del 60% de las plantas. Babayev hizo contribuciones significativas a varias ramas de la ciencia. Fue galardonado con un Decreto de Honor del Presidium del Sóviet Supremo de la República Socialista Soviética de Azerbaiyán.

## Biografía
Firuddin Babayev era aborigen de Barda, ex RSS Azerbaiyán el 1 de mayo de 1929. Fue el hijo mayor en una familia de seis hijos. Babayev asistió al Colegio Agrícola de Agdam; y, en 1948 continuó sus estudios de biología en la Facultad de Agronomía de la Academia Agrícola del Estado de Azerbaiyán, graduándose en 1953 con un grado de Agrónomo Superior. En 1959, recibió un grado de Candidato de ciencias biológicas en Chisináu, Moldavia. 
En 1961, obtuvo un título de Investigador Principal de Fitopatología. El 21 de abril de 1972, el Alta Comisión de Certificación aprobó al Dr. Babayev, con el grado de Doctorado en Ciencias Biológicas; y, el 13 de diciembre de 1972 el "Presidium de la Comisión Superior de Certificación" aprobó al científico en el rango de profesor. Así, el Dr. Firuddin Babayev se convirtió en el primer profesor de patología vegetal en la República Socialista Soviética de Azerbaiyán. Durante muchos años fue jefe del Laboratorio de Fitopatología en el Instituto de Investigación Científica del Algodón de Azerbaiyán. Más tarde se convirtió en profesor de patología vegetal en la Academia Agrícola del Estado de Azerbaiyán.
Su supervisor de doctorado fue un prominente científico y patólogo de plantas, jefe de patología vegetal en la Universidad Estatal de Agricultura de Moscú (Academia agrícola de Moscú Timiryazev), académico Mijaíl S. Dunin.
Firuddin Babaev falleció el 22 de junio de 1987 en Ganja. Y, fue inhumado en la Galería de Honor en Ganja.

## Carrera y contribuciones
Su trabajo doctoral fue sobre la prevención y la lucha contra la enfermedad más peligrosa del algodón, la verticilosis. 
Por primera vez, en la Unión Soviética desarrolló un método de defensa química en la lucha contra esa enfermedad. La enfermedad es más dañina en relación con las variedades de fibra media de Gossypium hirsutum. Para ayudar a los especialistas agrícolas en la lucha contra la marchitez, escribió el libro "Protección química de las plantas" (en azerí: "Bitkilərin Kimyəvi Mühafizəsi"). 
Entre 1953 y 1969, realizó investigaciones en AzSRIC, AzNIIZR, en el Instituto de Bioquímica (la Academia de Ciencias de la URSS), bajo la supervisión de un miembro corresponsal de VASKhNIL, Pr. B.A. Rubin, en el Departamento de Fisiología de Plantas de ASU, bajo la supervisión del Académico M.G. Abutalibov, y del Prof. A.X. Tagizadeh; y, desde 1965 en el Laboratorio Inmunológico del Departamento de Fitopatología de la Academia Agrícola de Moscú Timiryazev, bajo la dirección del eminente académico de Ciencias Agrícolas, M.S. Dunin, quien fue su asesor científico para una tesis doctoral sobre "Estudios inmunológicos de la enfermedad del marchitamiento por Verticillium del algodón ".
La obra de Babayev fue muy apreciada por los académicos M.S. Dunin, I.M. Polyakov, N.A. Dorozhkin, M.Z. Mukhamedzhanov, L.A. Kanchaveli, I.D. Mustafayev, V.X. Tutayug, un miembro correspondiente de la Academia de Ciencias de la República Socialista Soviética de Moldavia D.D. Verderovskiy, I.S. Popusha, miembros correspondientes de la Academia de Ciencias de la República Socialista Soviética de Azerbaiyán M.A. Alizadeh, y de los profesores M.V. Rodigin, G.I. Yarovenko, I.D. Nagibin, y otros.
En 1966, F. Babayev recibió una carta del profesor estadounidense de la Universidad de California, fitopatólogo Prof. Dr. Stephen Wilhelm, en la que elogiaba los trabajos científicos de F.A. Babayev; y, le pedía que le enviara los materiales de su investigación. Este trabajo también despertó un gran interés de los científicos en Francia. En 1971, durante la Conferencia internacional en Tashkent F.A. Babayev, hizo un informe sobre la marchitez del algodón. Ademásm Babayev fue invitado a la Universidad de California, en Estados Unidos para dar conferencias sobre fitopatología. Y también, con el mismo propósito, muchas veces invitado a universidades de Inglaterra, Francia, India, Pakistán, Egipto, etc.

## Vida personal
En 1956, se casó con Zarifa Babayeva. Y, tuvieron un hijo Fikret Babayev y dos hijas Sevda Babayeva (Aliyeva) y Flora Babayeva (Aliyeva).

## Obra

### Algunas publicaciones
- Yeni hidrazonların sintezi və dönüşməsi, onların bioloji aktivliyinin sınaq edilməsi (Síntesis y elaboración de nuevas hidrazonas, probando su actividad biológica). — Ganja, Azerbaiyán: 1972;

- Pambığin əsas xəstəlikləri və onlara qarşı mübarizə tədbirləri (Principales enfermedades del algodón y medidas contra ellas). — Bakú, Azerbaiyán: 1977;

- Azərbaycan SSR şəraitində pestisidlərin kənd təsərrüfatına tətbiqi (Aplicación de pesticidas a la agricultura en la RSS Azerbaiyán). — Ganja, Azerbaiyán: 1987;

- en azerí: "Bitkilərin Kimyəvi Mühafizəsi" (Protección química de las plantas) — Bakú, Azerbaiyán: 1992 (publicación póstuma).